# Jhon Meléndez
Jhon Wenceslao Meléndez Murillo (Cartagena; 11 de enero de 2002) es un futbolista colombiano que juega como centrocampista y su equipo actual es el Independiente Santa Fe de la Primera División de Colombia. 

## Trayectoria

### Clubes

#### Fortaleza CEIF
Se inició en las menores del club; su debut sería el 2 de febrero de 2019 frente a Deportivo Pereira, donde su equipo perdería por 1 a 2. 

#### Independiente Santa Fe
En el 2023 a mitad de año se iría a préstamo a Independiente Santa Fe en el Torneo Finalización del mismo año, donde sería anunciado el 6 de julio del 2023 por un año. 
Después de sus buenas actuaciones, santa fe decide comprar su carta pase por dos años.
Para el primer semestre de la Categoría Primera A de 2024, llegó a la final con el club capitalino, sin embargo la perderían desde el punto penal frente a Atlético Bucaramanga. En el segundo semestre del mismo año, clasificaron a cuadrangulares semifinales pero quedaron en el último lugar del grupo A. Santa Fe clasificó a la Fase 2 de la Copa Conmebol Libertadores 2025, pero quedarían eliminados por penales frente a Deportes Iquique

Pese a esos golpes del semestres del 2024 e inicios del 2025, John logra finalmente conseguir su primer título como jugador profesional tras quedar campeón con Independiente Santa Fe el 29 de junio del 2025 Frente al Deportivo Independiente Medellín.

## Selección nacional

### Categorías inferiores
Fue convocado para el Campeonato Sudamericano Sub-15 de 2017, por el entrenador Jorge Eduardo Serna donde Colombia quedaría eliminado en fase de grupos, también sería llamado para microciclos. 

## Clubes
| Club                   | País     | Año           |
| ---------------------- | -------- | ------------- |
| Fortaleza              | Colombia | 2020-2023     |
| Independiente Santa Fe | Colombia | 2023-presente |

## Estadísticas

### Clubes
Actualizado al último partido disputado el 2 de diciembre de 2024.
| Club                                           | Div.          | Temporada     | Liga  | Liga  | Liga  | Copas nacionales (1) | Copas nacionales (1) | Copas nacionales (1) | Copas internacionales | Copas internacionales | Copas internacionales | Total | Total | Total |
| Club                                           | Div.          | Temporada     | Part. | Goles | Asis. | Part.                | Goles                | Asis.                | Part.                 | Goles                 | Asis.                 | Part. | Goles | Asis. |
| ---------------------------------------------- | ------------- | ------------- | ----- | ----- | ----- | -------------------- | -------------------- | -------------------- | --------------------- | --------------------- | --------------------- | ----- | ----- | ----- |
| Fortaleza CEIF · Colombia                      | 2.ª           | 2019          | 1     | 0     | 0     | —                    | —                    | —                    | —                     | —                     | —                     | 1     | 0     | 0     |
| Fortaleza CEIF · Colombia                      | 2.ª           | 2020          | 2     | 0     | 0     | —                    | —                    | —                    | —                     | —                     | —                     | 2     | 0     | 0     |
| Fortaleza CEIF · Colombia                      | 2.ª           | 2021          | 36    | 3     | 0     | —                    | —                    | —                    | —                     | —                     | —                     | 36    | 3     | 0     |
| Fortaleza CEIF · Colombia                      | 2.ª           | 2022          | 41    | 6     | 2     | 10                   | 0                    | 0                    | —                     | —                     | —                     | 51    | 6     | 2     |
| Fortaleza CEIF · Colombia                      | 2.ª           | 2023          | 22    | 3     | 0     | 2                    | 0                    | 0                    | —                     | —                     | —                     | 24    | 3     | 0     |
| Fortaleza CEIF · Colombia                      | Total club    | Total club    | 102   | 12    | 2     | 12                   | 0                    | 0                    | —                     | —                     | —                     | 114   | 12    | 2     |
| Independiente Santa Fe Colombia                | 1.ª           | 2023          | 2     | 0     | 0     | 1                    | 0                    | 0                    | —                     | —                     | —                     | 3     | 0     | 0     |
| Independiente Santa Fe Colombia                | 1.ª           | 2024          | 36    | 1     | 1     | 5                    | 0                    | 0                    | —                     | —                     | —                     | 41    | 1     | 1     |
| Independiente Santa Fe Colombia                | Total club    | Total club    | 38    | 1     | 1     | 6                    | 0                    | 0                    | —                     | —                     | —                     | 44    | 1     | 1     |
| Total carrera                                  | Total carrera | Total carrera | 140   | 13    | 3     | 18                   | 0                    | 0                    | —                     | —                     | —                     | 158   | 13    | 3     |
| (1) Incluye datos de Copa Colombia (2022-Act). |               |               |       |       |       |                      |                      |                      |                       |                       |                       |       |       |       |

## Palmarés

### Campeonatos nacionales
| Título          | Club                   | País     | Año  |
| --------------- | ---------------------- | -------- | ---- |
| Torneo Apertura | Independiente Santa Fe | Colombia | 2025 |